# Gomè-Sota
Gomè-Sota est l'un des trois arrondissements de la commune d'Akpro-Missérété dans le département de l'Ouémé au Bénin.

## Géographie
L'arrondissement de Gomè-Sota est situé au sud-est du Bénin et compte 6 villages que sont Agondozoun, Gome Doko, Gome Sota, Hounli, Tchoukou Kpevi et Zoundji.

## Démographie
Selon le recensement de la population de 2013 conduit par l'Institut national de la statistique et de l'analyse économique (INSAE), Gomè-Sota compte 15345 habitants .